# 第47装甲军 (德国国防军)
第47装甲军（德語：XXXXVII. Panzerkorps）是二战期间德军的一个装甲军，此前标记为第157军。该军参加了1940年的法国战役、1941年至1944年的苏德战争以及1944年6月至1945年4月的西线战役。

## 编制
1940年12月10日
- 第14步兵师
- 第19装甲师
- 第20装甲师
- 第4装甲师
- 第20步兵师（摩托化）

1941年6月22日
- 第29步兵师（摩托化）
- 第17装甲师
- 第18装甲师
- 第167步兵师[4]

1944年9月16日
- 第21装甲师
- 第111装甲旅
- 第112装甲旅
- 第113装甲旅[5]

| 就任日期   | 軍銜       | 姓名                 |
| ---------- | ---------- | -------------------- |
| 25.11.1940 | 砲兵上將   | 约阿希姆·利默尔森    |
| 21.06.1942 | 砲兵上將   | 约阿希姆·利默尔森    |
| 14.10.1943 |            | 海因里希·埃伯巴赫    |
| 22.10.1943 | 砲兵上將   | 约阿希姆·利默尔森    |
| 04.11.1943 | 上將       | 埃哈德·劳斯          |
| 25.11.1943 | 步兵上將   | 鲁道夫·馮·布瑙       |
| 31.12.1943 | 裝甲兵上將 | 尼古拉斯·冯·沃尔曼   |
| 04.03.1944 | 裝甲兵上將 | 汉斯·冯·芬克         |
| 04.09.1944 | 裝甲兵上將 | 海因里希·冯·吕特维茨 |